# Rostamiyeh
Rostamiyeh (em persa: رستميه, também romanizada como Rostamīyeh) é uma aldeia do distrito rural de Shalahi, no condado de Abadan, na província de Khuzistão, Irã.
Segundo o censo de 2006, sua população era de 208 habitantes, em 42 famílias.